# Nikanor (Schüler des Epikur)
Nikanor war ein Schüler und langjähriger Gefährte des griechischen Philosophen Epikur. Laut Diogenes Laertios wurde er in Epikurs Testament als eine der Personen erwähnt, die viel zum Unterhalt seiner Schule beigetragen hatten und deshalb besonders großzügig zu bedenken waren.